# Smeksex

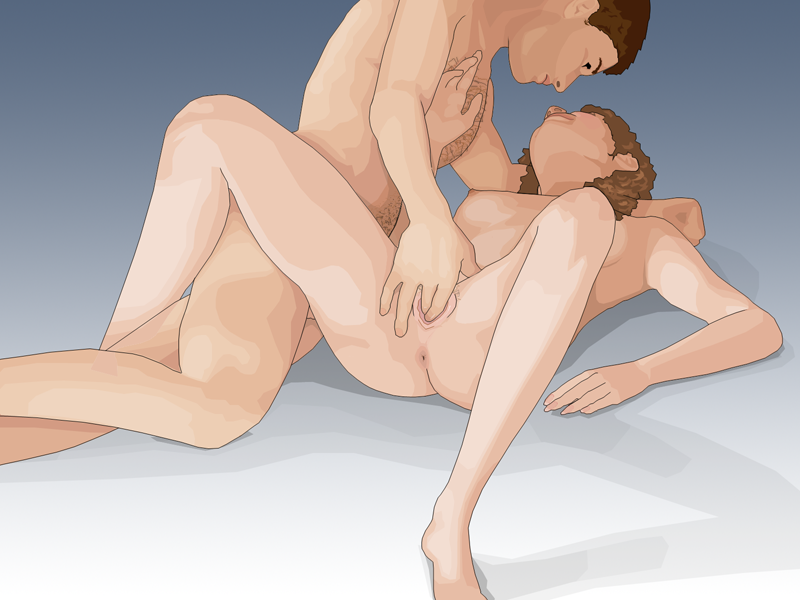
Man och kvinna som smeker varandras kroppar, som del av en sexuell samvaro.

Smeksex, grovhångel eller petting (från engelskans pet, att kela eller smekas) är sexuell aktivitet där man smeker känsliga delar av kroppen på ett sexuellt sätt. Det används ofta som förspel till samlag men kan även utgöra hela eller huvuddelen av sexet. En "mildare" form, utförd i påklätt tillstånd, kan benämnas hångel.
Smeksex utmärks oftast av att händer är inblandade, till skillnad från exempelvis oralsex där mun och könsorgan är viktigast.

## Varianter
Smeksex kan utföras på olika sätt, i olika situationer och i olika syften.
Förspel är smeksex före samlag. Förspelet kan även innehålla blickar, ord eller olika typer av mindre intima men kontaktskapande handlingar. Förspelet utförs för att öka upphetsningen, vilket oftast leder till erektion hos både män och kvinnor och lubrikation av slidan hos kvinnan. Då penis styvnar går den att föra in exempelvis i slidan, medan den kvinnliga erektionen och lubrikationen gör det lättare att föra in penis, fingrar eller dildo i slidan. Oberoende av kön ökar upphetsningen möjligheten att njuta av sexet.
Det finns många känsliga delar av kroppen som det kan vara skönt och upphetsande att smeka och bli smekt på (erogena zoner). Könsorganen, men också till exempel öronsnibbar, hals, händer, läppar och bröst hör till dessa. Vilka ställen som känns sköna varierar från person till person. Erotiska kyssar av olika kroppsdelar kan ingå i smeksexet, och användning av läppar eller tunga kan även ses som en form av oralsex. Under smeksexet kan man smeka varandras och sina egna könsorgan. Penis och i synnerhet Ollonet är känsliga. En kvinnas klitoris är särskilt känslig; att smeka den kan kallas pulla, fingerpulla eller klittra. En del tycker att klitorisollonet är för känsligt och vill hellre bli smekta runt det. Också yttre och inre blygdläpparna och öppningen till vagina (slidan) är områden som många tycker om smek på. Man kan samtidigt med det egentliga smeksexet kyssas och smeka på andra delar av kroppen. Petting kan, men behöver inte, leda till orgasm för de deltagande eller någon av dem.